# Psycroptic
Psycroptic – pochodzący z Hobart w Tasmanii zespół, grający brutalny techniczny death metal, założony w 1999 roku przez braci Joe i Dave'a Haley'ów.

## Muzycy

### Obecny skład zespołu
- Jason "Peppo" Peppiatt - śpiew
- Joe Haley - gitara elektryczna
- Cameron Grant - gitara basowa
- David Haley - perkusja

### Byli członkowie zespołu
- Matthew 'Chalky' Chalk - śpiew (1999–2004)

## Dyskografia
- The Isle of Disenchantment (LP, 2001)
- The Scepter Of The Ancients (LP, 2003)
- Symbols of Failure (LP, 2006)
- Ob(Servant) (LP, 2008)
- The Inherited Repression (LP, 2012)
- Psycroptic (2015)